# Mermessus cognatus
Mermessus cognatus là một loài nhện trong họ Linyphiidae.
Loài này thuộc chi Mermessus. Mermessus cognatus được Alfred Frank Millidge miêu tả năm 1987.